# Einbürgerungsfeier

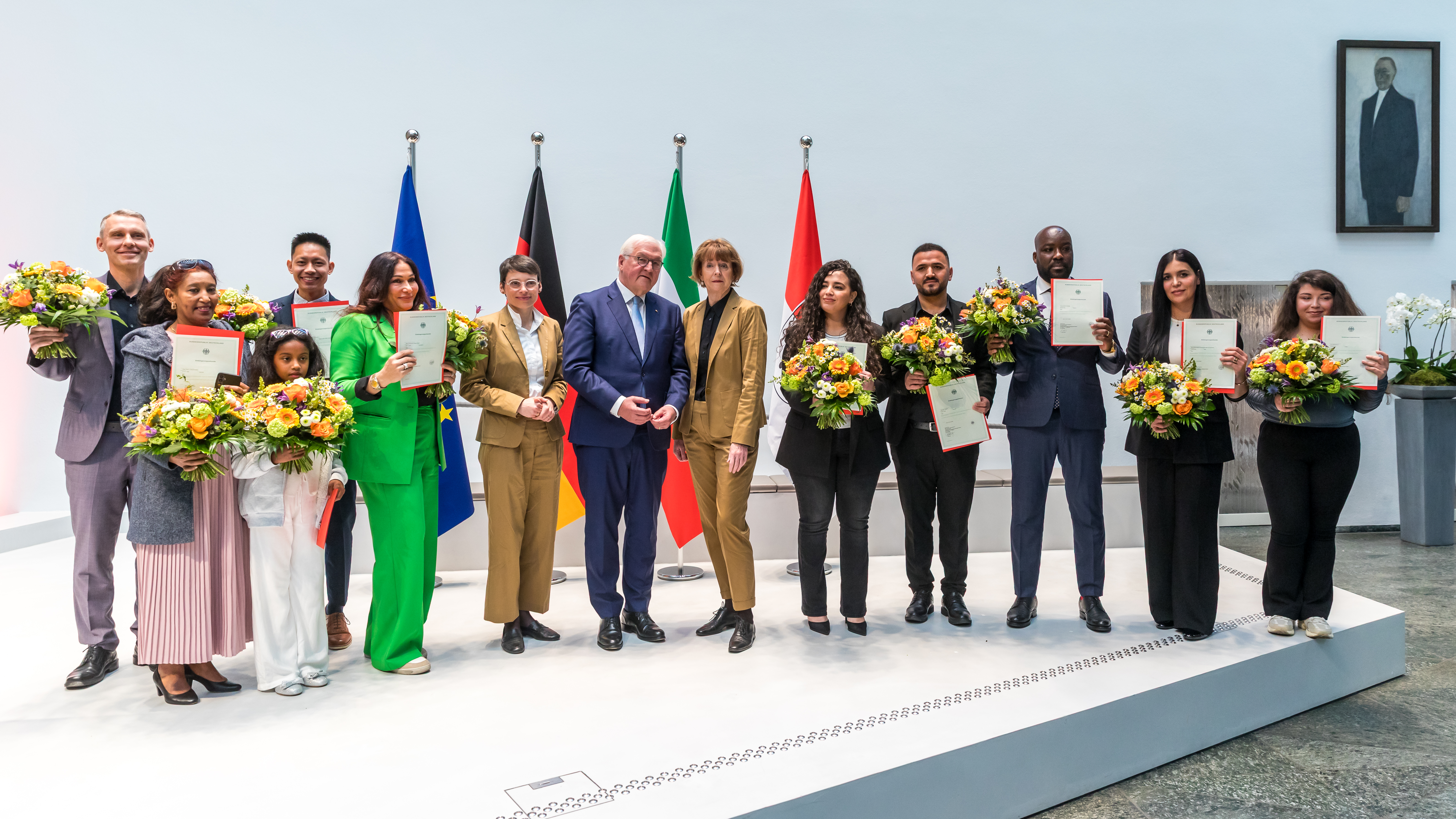
Köln im April 2025: Einbürgerunsgsfeier mit dem Bundespräsidenten und der Oberbürgermeisterin, im Hintergrund die Bundesflagge. So hoher Besuch ist selten, üblicherweise sitzt die Bürgermeisterin der Gemeinde einer Einbürgerungsfeier vor.

Einbürgerungsfeier ist eine öffentliche Veranstaltung, die von Staatsangehörigkeitsbehörden anlässlich der Einbürgerung (Naturalisierung) der ausländischen Antragsteller veranstaltet wird. Bei der Feier wird den Neubürgern die Einbürgerungsurkunde ausgehändigt. Mit der Aushändigung wird die Einbürgerung wirksam. Die einzelnen Regeln unterscheiden sich von Land zu Land. In manchen Ländern ist es üblich, dass die Urkunde in einer Amtsstube ohne Zeremonie überreicht wird.

## Länder

### Deutschland
In Deutschland wird der Begriff seit 2024 in § 16 Satz 3 des Staatsangehörigkeitsgesetzes erwähnt: „Die Einbürgerungsurkunde soll im Rahmen einer öffentlichen Einbürgerungsfeier ausgehändigt werden.“ Feiern gab es jedoch auch zuvor. Maria Jakob führt aus, dass seit den 1990er-Jahren einzelne deutsche Städte und Kreise offizielle Feiern organisiert hätten. Ab 2000 mit dem reformierten Staatsangehörigkeitsrecht seien sie als „verstärkendenes Element“ einer „Willkommenskultur“ gedeutet worden. Laut Unabhängiger Kommission Zuwanderung böten sie den Neubürgern an, sich zugehörig zu fühlen.
Dietrich Thränhardt wies 2008 darauf hin, dass Nationalstolz in Deutschland „öffentlich wenig zelebriert wird“. Daher könne man auch von den Einzubürgernden „keine zur Schau getragene Begeisterung erwarten. [...] Eine feierliche Überreichung der Staatsangehörigkeitsurkunde ist gleichwohl geeignet, die Verbundenheit mit Deutschland sichtbar zu machen“. Die „öffentliche Ausgrenzung bestimmter Gruppen“ solle jedoch (mit Blick auf die Religion) vermieden werden.
Martina Sauer schrieb im Jahr 2019 für das Zentrum für Türkeistudien, dass nicht allen Betroffenen eine Feier angeboten wurde und dass sie unterschiedliche Meinungen zu den Feiern hätten. In Baden-Württemberg boten nur 80 Prozent der betreffenden Behörden mindestens einmal im Jahr an. Nur 10 Prozent der Eingebürgerten hätten ihre Urkunde bei so einer Feier erhalten. Zwei Drittel fanden, dass eine Feier für die „Willkommenskultur“ wichtig sei. 42 Prozent sahen im Besuch einer Feier „eine reine Formsache“. Türkeistämmige Menschen in NRW sahen zu 56 Prozent in der Feier eine reine Formsache. Sauer: „Bezüglich der Einbürgerungsfeiern sind die Zuwanderer gespalten, Eingebürgerte beurteilen sie positiver als alle Zuwanderer, oder solche, die sich nicht einbürgern lassen möchten.“
Zum 27. Juni 2024 wurden mehrere Bestimmungen des Staatsangehörigkeitsgesetzes reformiert. Seitdem soll die Einbürgerungsurkunde grundsätzlich im Rahmen einer öffentlichen Einbürgerungsfeier ausgehändigt werden (§ 16 Satz 3 StAG). „Nach Möglichkeit soll dies in feierlicher Form und unter Verwendung der nationalen Symbole der Bundesrepublik Deutschland erfolgen.“ Der Bundesrat sah 2023 in einer Stellungnahme die gesetzliche Verankerung einer Regelverpflichtung zur Aushändigung der Urkunden im Rahmen von Einbürgerungsfeiern kritisch. Das sei eine Überregulierung, außerdem seien die Behörden bereits mit ihren Aufgaben überlastet. In großen Gemeinden müsste es fast wöchentlich eine Feier geben, in den kleineren müssten die Bewerber länger auf die Urkunden warten, weil abgewartet wird, bis es genügend Fälle für eine Feier gibt. Der Bundesrat hätte es lieber gesehen, dass die Behörden weiterhin einen Ausgestaltungsraum für einen feierlichen Rahmen haben.
Der Bundesrat verwies auch auf die Lage der Betroffenen, die aus persönlichen Gründen rasch eingebürgert werden wollen. Sie hätten bereits alle Voraussetzungen für die Einbürgerung erfüllt und damit einen gesetzlichen Anspruch auf Einbürgerung. Es sei nicht sachlich und rechtlich zu begründen, warum sie für die Überreichung der Urkunde auf einen späteren Termin (der Feier) warten müssen.

### Niederlande
Im Jahr 2005 wurden die Einbürgerungsfeiern (naturalisatieceremonies) für alle Neubürger zur Pflicht. Wer nicht zur Zeremonie erscheint, kann nicht Niederländer werden. Zuvor waren die Zeremonien nicht verpflichtet und die Anwesenheitsrate gering. Eine Zeremonie soll mindestens einmal im Jahr, vorzugsweise am Königreichstag am 15. Dezember abgehalten werden. Die Gestaltung der Feiern obliegt der jeweilige Wohngemeinde des Betroffenen.